# UEFA Europa League 2019-2020 (qualificazioni)
La fase di qualificazione della UEFA Europa League 2019-2020 si è disputata tra il 27 giugno e il 15 agosto 2019. Hanno partecipato a questa prima fase della competizione 172 club: 36 di essi si sono qualificati al successivo turno di spareggi, composto da 42 squadre.

## Date
| Turno             | Sorteggio                                                             | Andata         | Ritorno        |
| ----------------- | --------------------------------------------------------------------- | -------------- | -------------- |
| Turno preliminare | 11 giugno 2019                                                        | 27 giugno 2019 | 4 luglio 2019  |
| Primo turno       | 18 giugno 2019 (percorso campioni) 19 giugno 2019 (percorso piazzati) | 11 luglio 2019 | 18 luglio 2019 |
| Secondo turno     | 18 giugno 2019 (percorso campioni) 19 giugno 2019 (percorso piazzati) | 25 luglio 2019 | 1º agosto 2019 |
| Terzo turno       | 22 luglio 2019                                                        | 8 agosto 2019  | 15 agosto 2019 |

## Squadre

### PercorsoCampioni
Il Percorso Campioni comprende tutte le squadre vincitrici dei rispettivi campionati di lega che vengono eliminate dalla fase di qualificazione della Champions League, così suddivise:
- Secondo turno di qualificazione (19 squadre): le 3 perdenti del turno preliminare UCL e le 16 perdenti del primo turno di qualificazione UCL.
- Terzo turno di qualificazione (20 squadre): 10 squadre perdenti del secondo turno di qualificazione UCL e le 10 vincitrici del secondo turno di qualificazione UEL.

Le 10 squadre vincitrici del terzo turno di qualificazione avanzano agli spareggi.
| Legenda                                                        | Legenda                        | Legenda | Legenda |
| -------------------------------------------------------------- | ------------------------------ | ------- | ------- |
| I club vincitori del terzo turno avanzano al turno di spareggi |                                |         |         |
| I club sconfitti nel secondo e                                 | nel terzo turno sono eliminati |         |         |

| Terzo turno       | Terzo turno |
| Squadre           | Coeff       |
| ----------------- | ----------- |
| BATĖ Borisov      | 27.500      |
| Maccabi Tel Aviv  | 16.000      |
| HJK               | 9.000       |
| Dundalk           | 7.000       |
| The New Saints    | 6.000       |
| AIK               | 5.500       |
| Valletta          | 4.250       |
| Sarajevo          | 4.250       |
| Kalju Nõmme       | 3.500       |
| Sutjeska          | 3.000       |
| Saburtalo Tbilisi | 0.950       |

| Secondo turno     | Secondo turno |
| Squadre           | Coeff         |
| ----------------- | ------------- |
| Astana            | 27.500        |
| Ludogorec         | 27.000        |
| Sheriff Tiraspol  | 12.250        |
| F91 Dudelange     | 6.250         |
| Škendija          | 6.000         |
| Slovan Bratislava | 6.000         |
| Sūduva            | 4.250         |
| Lincoln Red Imps  | 4.250         |
| FC Santa Coloma   | 4.000         |
| Piast Gliwice     | 3.850         |
| Partizani Tirana  | 3.000         |
| Valur             | 2.750         |
| Linfield          | 2.250         |
| HB Tórshavn       | 1.500         |
| Riga FC           | 1.125         |
| Ararat-Armenia    | 1.050         |
| Tre Penne         | 0.750         |
| Feronikeli        | 0.500         |

### PercorsoPiazzate
Il percorso Piazzate comprende tutte le squadre vincitrici delle coppe di lega e quelle che non si qualificano direttamente per la fase a gironi, così suddivise:
- Fase preliminare (14 squadre): 14 squadre qualificate a questo turno.
- Primo turno di qualificazione (94 squadre): 87 squadre direttamente qualificate a questo turno e 7 vincitrici del turno preliminare.
- Secondo turno di qualificazione (74 squadre): 27 squadre direttamente qualificate a questo turno e 47 vincitrici del primo turno di qualificazione.
- Terzo turno di qualificazione (52 squadre): 15 squadre direttamente qualificate a questo turno (comprese le 2 perdenti del secondo turno di qualificazione UCL) e 37 vincitrici del secondo turno di qualificazione.

Le 26 squadre vincitrici del terzo turno di qualificazione UEL avanzano agli spareggi.
| Legenda                                                        | Legenda          | Legenda             | Legenda                        |
| -------------------------------------------------------------- | ---------------- | ------------------- | ------------------------------ |
| I club vincitori del terzo turno avanzano al turno di spareggi |                  |                     |                                |
| I club sconfitti nel turno preliminare,                        | nel primo turno, | nel secondo turno e | nel terzo turno sono eliminati |

| Terzo turno    | Terzo turno |
| Squadre        | Coeff       |
| -------------- | ----------- |
| PSV            | 37.000      |
| Sparta Praga   | 35.500      |
| Viktoria Plzeň | 33.000      |
| Braga          | 31.000      |
| Feyenoord      | 22.000      |
| Spartak Mosca  | 16.000      |
| AEK Atene      | 14.000      |
| Midtjylland    | 14.000      |
| Rijeka         | 13.500      |
| Austria Vienna | 8.000       |
| Trabzonspor    | 8.000       |
| Anversa        | 7.980       |
| Mariupol'      | 7.780       |
| Thun           | 5.380       |
| Bnei Yehuda    | 3.725       |

| Secondo turno         | Secondo turno |
| Squadre               | Coeff         |
| --------------------- | ------------- |
| Gent                  | 29.500        |
| Eintracht Francoforte | 24.000        |
| Espanyol              | 20.713        |
| Partizan              | 18.000        |
| Wolverhampton         | 17.092        |
| Torino                | 14.945        |
| Strasburgo            | 11.699        |
| Zorja                 | 11.500        |
| AZ Alkmaar            | 10.500        |
| Arsenal Tula          | 10.109        |
| Vitória Guimarães     | 9.646         |
| Yeni Malatyaspor      | 6.920         |
| Utrecht               | 6.486         |
| Sturm Graz            | 6.250         |
| Qəbələ                | 6.250         |
| Jablonec              | 5.735         |
| Mladá Boleslav        | 5.735         |
| Atromītos             | 5.520         |
| Arīs Salonicco        | 5.520         |
| Osijek                | 5.475         |
| Esbjerg               | 5.405         |
| Lucerna               | 5.380         |
| AEL Limassol          | 4.985         |
| Häcken                | 4.180         |
| Viitorul Costanza     | 4.000         |
| Lechia Danzica        | 3.850         |
| Lokomotiv Plovdiv     | 3.500         |

| Primo turno        | Primo turno |
| Squadre            | Coeff       |
| ------------------ | ----------- |
| Legia Varsavia     | 24.500      |
| FCSB               | 23.000      |
| Malmö FF           | 20.000      |
| Molde              | 13.500      |
| Apollōn Limassol   | 12.000      |
| Hapoel Be'er Sheva | 12.000      |
| MOL Fehérvár       | 9.000       |
| Dinamo Minsk       | 9.000       |
| Spartak Trnava     | 8.500       |
| AEK Larnaca        | 8.000       |
| Hajduk Spalato     | 8.000       |
| Brøndby            | 7.500       |
| Žalgiris           | 6.000       |
| Aberdeen           | 5.500       |
| Rangers            | 5.250       |
| Zrinjski Mostar    | 5.250       |
| Qairat             | 5.000       |
| Kukësi             | 4.750       |
| Alaškert           | 4.500       |
| Radnički Niš       | 4.450       |
| Čukarički          | 4.450       |
| Kilmarnock         | 4.425       |
| Šachcër Salihorsk  | 4.375       |
| Vicebsk            | 4.375       |
| Domžale            | 4.250       |
| Crusaders          | 4.250       |
| Ventspils          | 4.250       |
| Stjarnan           | 4.250       |
| IFK Norrköping     | 4.180       |
| Haugesund          | 4.040       |
| Brann              | 4.040       |
| Fola Esch          | 4.000       |
| Vaduz              | 4.000       |
| Tobyl              | 3.850       |
| Ordabasy           | 3.850       |
| KS Cracovia        | 3.850       |
| Neftçi Baku        | 3.800       |
| Səbail             | 3.800       |
| Olimpia Lubiana    | 3.750       |
| Cork City          | 3.750       |
| P'yownik           | 3.750       |
| Dinamo Tbilisi     | 3.750       |
| Maccabi Haifa      | 3.725       |

| Primo turno         | Primo turno |
| Squadre             | Coeff       |
| ------------------- | ----------- |
| CSKA Sofia          | 3.500       |
| Levski Sofia        | 3.500       |
| Riteriai            | 3.250       |
| Budućnost           | 3.250       |
| Levadia Tallinn     | 3.250       |
| U Craiova           | 3.190       |
| DAC Dunajská Streda | 3.125       |
| Ružomberok          | 3.125       |
| B36 Tórshavn        | 3.000       |
| Chik. Sachkhere     | 3.000       |
| OFK Titograd        | 3.000       |
| Debrecen            | 3.000       |
| NŠ Mura             | 3.000       |
| T'orp'edo Kutaisi   | 2.750       |
| Milsami Orhei       | 2.750       |
| Honvéd              | 2.500       |
| Flora Tallinn       | 2.500       |
| Liepāja             | 2.500       |
| Hibernians          | 2.500       |
| KR Reykjavík        | 2.500       |
| Balzan              | 2.250       |
| Laçi                | 2.250       |
| Shamrock Rovers     | 2.250       |
| Široki Brijeg       | 2.250       |
| Connah's Q.N.       | 1.750       |
| Banants             | 1.750       |
| St Patrick's        | 1.750       |
| Shkupi              | 1.600       |
| Brera Strumica      | 1.600       |
| Makedonija G.P.     | 1.600       |
| Petrocub Hîncești   | 1.550       |
| Speranța Nisporeni  | 1.550       |
| Teuta               | 1.500       |
| KuPS                | 1.455       |
| RoPS                | 1.455       |
| Inter Turku         | 1.455       |
| Breiðablik          | 1.450       |
| Radnik Bijeljina    | 1.425       |
| Kauno Žalgiris      | 1.350       |
| RFS Riga            | 1.125       |
| Jeunesse Esch       | 1.100       |
| Gżira Utd           | 1.025       |
| Trans Narva         | 1.000       |
| Zeta                | 0.825       |

| Turno preliminare               | Turno preliminare |
| Squadre                         | Coeff             |
| ------------------------------- | ----------------- |
| La Fiorita                      | 3.000             |
| Progrès Niedercorn              | 2.750             |
| Cliftonville                    | 2.500             |
| Europa FC                       | 2.000             |
| NSÍ Runavík                     | 1.750             |
| KÍ Klaksvík                     | 1.250             |
| Prishtina                       | 1.250             |
| Sant Julià                      | 1.250             |
| Engordany                       | 1.000             |
| Tre Fiori                       | 1.000             |
| Barry Town Utd                  | 0.825             |
| Cardiff Metropolitan University | 0.825             |
| St Joseph's                     | 0.800             |
| Ballymena Utd                   | 0.775             |

## Turno preliminare

### Sorteggio
| Teste di serie                                                                         | Non teste di serie                                                                                      |
| -------------------------------------------------------------------------------------- | --- |
| La Fiorita Progrès Niedercorn Cliftonville Europa FC NSÍ Runavík KÍ Klaksvík Prishtina | Sant Julià Engordany Tre Fiori Barry Town Utd Cardiff Metropolitan University St Joseph's Ballymena Utd |

### Risultati

#### Andata
| Arbitro: | Teixeira |

|                |           |  |
| De Almeida 62’ | Marcatori |  |

| Barry 27 giugno 2019, ore 19:30 CEST | Barry Town Utd | 0 – 0 referto | Cliftonville | Jenner Park (2 106 spett.)\| Arbitro: \| Barcelo \| |
| Arbitro:                             | Barcelo        |               |              |                                                     |

| Arbitro: | Athanasios |

|                           |           |  |
| Millar 49’ Winchester 55’ | Marcatori |  |

| Arbitro: | Jenkins |

|                                                                   |           |                |
| P. Johannesen 9’ Sandmæl 37’ J. Johannesen 56’ Bjartalíð 73’, 83’ | Marcatori | 90+3’ Compagno |

| Arbitro: | Petrovic |

|                             |           |                              |
| Mendez 44’, 64’ Muñoz 90+3’ | Marcatori | 4’ Gallardo 46’ (aut.) Mango |

| Arbitro: | Pires |

|  |           |             |
|  | Marcatori | 31’ Sánchez |

| Arbitro: | Jonasson |

|                   |           |          |
| Dallku 28’ (rig.) | Marcatori | 31’ Peña |

#### Ritorno
| Arbitro: | Barbeno |

|                        |           |  |
| Villar 75’ Juanfri 80’ | Marcatori |  |

| Runavík 4 luglio 2019, ore 20:00 CEST | NSÍ Runavík | 0 – 0 | Ballymena Utd | Stadio Runavík (553 spett.)\| Arbitro: \| Kasumi \| |
| Arbitro:                              | Kasumi      |       |               |                                                     |

| Arbitro: | Tean |

|                                |           |                 |
| Zugic 17’ Gasperoni 84’ (aut.) | Marcatori | 78’ (aut.) Coca |

| Arbitro: | Soteriou |

|                        |           |                |
| Lam 2’ Rees 67’ (rig.) | Marcatori | 73’ De Almeida |

| Arbitro: | Simovic |

|  |           |                                                                          |
|  | Marcatori | 29’ (rig.) Bjartalid 33’ J. Johannesen 45+2’ P. Johannesen 75’ Danielsen |

| Arbitro: | Zammit |

|                                                      |           |  |
| Mcmenamin 25’ Gormley 44’ McDermott 82’ Donnelly 84’ | Marcatori |  |

| Arbitro: | De Gabriele |

|                                                  |           |  |
| Gallardo 38’ De Barr 48’ Walker 78’ Juanpe 90+2’ | Marcatori |  |

#### Tabella riassuntiva
| Squadra 1          | Totale      | Squadra 2    | Andata | Ritorno |
| ------------------ | ----------- | ------------ | ------ | ------- |
| Progrès Niedercorn | 2 - 2 (gfc) | Cardiff MU   | 1 - 0  | 1 - 2   |
| La Fiorita         | 1 - 3       | Engordany    | 0 - 1  | 1 - 2   |
| Sant Julià         | 3 - 6       | Europa FC    | 3 - 2  | 0 - 4   |
| Ballymena Utd      | 2 - 0       | NSÍ Runavík  | 2 - 0  | 0 - 0   |
| Prishtina          | 1 - 3       | St Joseph's  | 1 - 1  | 0 - 2   |
| KÍ Klaksvík        | 9 - 1       | Tre Fiori    | 5 - 1  | 4 - 0   |
| Barry Town Utd     | 0 - 4       | Cliftonville | 0 - 0  | 0 - 4   |

## Primo turno

### Sorteggio
| Gruppo 1                                                     | Gruppo 1                                                             | Gruppo 2                                                                | Gruppo 2                                                           | Gruppo 3                                                         | Gruppo 3                                                         |
| Teste di serie                                               | Non teste di serie                                                   | Teste di serie                                                          | Non teste di serie                                                 | Teste di serie                                                   | Non teste di serie                                               |
| ------------------------------------------------------------ | -------------------------------------------------------------------- | ----------------------------------------------------------------------- | ------------------------------------------------------------------ | ---------------------------------------------------------------- | ---------------------------------------------------------------- |
| Malmö FF Kilmarnock Vicebsk Brann Vaduz                      | Shamrock Rovers Connah's Q.N. Ballymena Utd KuPS Breiðablik          | Legia Varsavia Hajduk Spalato Radnički Niš Ordabasy CSKA Sofia          | OFK Titograd T'orp'edo Kutaisi Flora Tallinn Europa FC Gżira Utd   | FCSB Kukësi Čukarički Tobyl Maccabi Haifa                        | Debrecen NŠ Mura Milsami Orhei Banants Jeunesse Esch             |
| Gruppo 4                                                     | Gruppo 4                                                             | Gruppo 5                                                                | Gruppo 5                                                           | Gruppo 6                                                         | Gruppo 6                                                         |
| Teste di serie                                               | Non teste di serie                                                   | Teste di serie                                                          | Non teste di serie                                                 | Teste di serie                                                   | Non teste di serie                                               |
| Molde Brøndby Rangers Crusaders Cork City                    | B36 Tórshavn Progrès Niedercorn KR Reykjavík Inter Turku St Joseph's | MOL Fehérvár Zrinjski Mostar Šachcër Salihorsk Neftçi Baku Levski Sofia | Ružomberok Hibernians Brera Strumica Speranța Nisporeni Zeta       | Spartak Trnava Žalgiris Alaškert Fola Esch Olimpia Lubiana       | Chik. Sachkhere Honvéd Makedonija G.P. Radnik Bijeljina RFS Riga |
| Gruppo 7                                                     | Gruppo 7                                                             | Gruppo 8                                                                | Gruppo 8                                                           | Gruppo 9                                                         | Gruppo 9                                                         |
| Teste di serie                                               | Non teste di serie                                                   | Teste di serie                                                          | Non teste di serie                                                 | Teste di serie                                                   | Non teste di serie                                               |
| Apollōn Limassol Qairat Ventspils KS Cracovia Dinamo Tbilisi | DAC Dunajská Streda Engordany Široki Brijeg Teuta Kauno Žalgiris     | Dinamo Minsk Aberdeen Stjarnan IFK Norrköping Haugesund Riteriai        | Levadia Tallinn Liepāja Cliftonville St Patrick's RoPS KÍ Klaksvík | Hapoel Be'er Sheva AEK Larnaca Domžale Səbail P'yownik Budućnost | U Craiova Balzan Laçi Shkupi Petrocub Hîncești Trans Narva       |

### Risultati

#### Andata
| Arbitro: | Igor Pajač |

|                                                                |           |  |
| Rosenberg 31’, 33’, 48’ Rakip 44’, 74’ Brorsson 46’ Molins 54’ | Marcatori |  |

| Arbitro: | Erik Lambrechts |

|                   |           |                                 |
| Taylor 75’ (aut.) | Marcatori | Brophy 82’ (rig.) Findlay 90+2’ |

| Arbitro: | Danilo Grujić |

|                        |           |  |
| Murillo 61’ Rangel 74’ | Marcatori |  |

| Kópavogur 11 luglio 2019 , ore 22:00 | Breiðablik   | 0 – 0 referto | Vaduz | Kópavogsvöllur (1.153 spett.)\| Arbitro: \| Nikola Popov \| |
| Arbitro:                             | Nikola Popov |               |       |                                                             |

| Arbitro: | Juxhin Xhaja |

|                                |           |                                |
| Teniste 12’ Berisha 36’ (rig.) | Marcatori | Ordagić 34’ (aut.) Lopes 90+4’ |

| Arbitro: | Roomer Tarajev |

|             |           |  |
| Erlanov 67’ | Marcatori |  |

| Gibilterra 11 luglio 2019 , ore 20:30 | Europa FC    | 0 – 0 referto | Legia Varsavia | Victoria Stadium (787 spett.)\| Arbitro: \| Alex Troleis \| |
| Arbitro:                              | Alex Troleis |               |                |                                                             |

| Arbitro: | Luis Godinho |

|                                                    |           |  |
| Evandro 40’ Rodrigues 53’ Geferson 55’ Malinov 72’ | Marcatori |  |

| Arbitro: | Gal Leibovitz |

|  |           |                          |
|  | Marcatori | Gyurcsó 44’ Dolček 90+6’ |

| Arbitro: | Alexandru Tean |

|                         |           |  |
| Lepik 75’ Vassiljev 89’ | Marcatori |  |

| Arbitro: | Manfredas Lukjančukas |

|                         |           |  |
| Ashkenazi 64’ Awaed 68’ | Marcatori |  |

| Arbitro: | Sebastian Gishamer |

|                          |           |  |
| Garba 54’ Varga 77’, 83’ | Marcatori |  |

| Arbitro: | Ívar Orri Kristjánsson |

|                            |           |  |
| Tedić 43’, 90+2’ Kovač 80’ | Marcatori |  |

| Esch-sur-Alzette 10 luglio 2019 , ore 17:55 | Jeunesse Esch   | 0 – 0 referto | Tobyl | Stade de la Frontière (1.384 spett.)\| Arbitro: \| Eldorjan Hamiti \| |
| Arbitro:                                    | Eldorjan Hamiti |               |       |                                                                       |

| Arbitro: | Kristoffer Hagenes |

|                 |           |  |
| Tănase 12’, 56’ | Marcatori |  |

| Arbitro: | Yigal Frid |

|                       |           |  |
| Hegarty 33’ Lowry 79’ | Marcatori |  |

| Arbitro: | Kristoffer Karlsson |

|                                         |           |              |
| Wilczek 5’, 67’ Tibbling 71’ Fisker 78’ | Marcatori | Furuholm 20’ |

| Arbitro: | Aleksandrs Golubevs |

|                                                                        |           |             |
| James 7’, 31’, 41’ Aursnes 29’ Forren 63’ Hussain 66’ Omoijuanfo 90+3’ | Marcatori | Thomsen 71’ |

| Arbitro: | Nejc Kajtazović |

|  |           |                                          |
|  | Marcatori | Jack 50’ Ojo 56’ Goldson 68’ Morelos 77’ |

| Arbitro: | Aleksandrs Anufrijevs |

|  |           |                                     |
|  | Marcatori | Muratovic 11’ De Almeida 21’ (rig.) |

| Arbitro: | Petri Viljanen |

|  |           |                          |
|  | Marcatori | Mariani 36’ Paulinho 51’ |

| Arbitro: | Kai Erik Steen |

|  |           |                                      |
|  | Marcatori | Hadžić 12’ Mandić 28’ Govedarica 55’ |

| Arbitro: | Tim Marshall |

|  |           |                                                    |
|  | Marcatori | Mahmudov 16’ (rig.) Joseph-Monrose 36’ Hacıyev 76’ |

| Arbitro: | Georgi Vadachkoria |

|               |           |                                           |
| Goranović 17’ | Marcatori | Nego 3’, 12’, 23’ Juhász 86’ Huszti 90+3’ |

| Arbitro: | Jovan Kaluđerović |

|             |           |  |
| Gromyko 69’ | Marcatori |  |

| Arbitro: | Urs Schnyder |

|                       |           |                                                |
| Boakye 81’ Menalo 90’ | Marcatori | Lemajić 52’ (rig.) Kļuškins 88’ Vukmanić 90+3’ |

| Arbitro: | Boris Marhefka |

|                                            |           |             |
| Banó-Szabó 32’ N'Gog 55’ Gazdag 69’ (rig.) | Marcatori | Uzėla 90+2’ |

| Arbitro: | Nathan Verboomen |

|                                          |           |                |
| Tankov 16’ Sekulić 66’ Bianor 82’ (aut.) | Marcatori | Jasharoski 52’ |

| Arbitro: | Volen Chinkov |

|                     |           |  |
| Mekić 34’ Đurić 48’ | Marcatori |  |

| Arbitro: | Rauf Jabbarov |

|                   |           |                                        |
| Sinani 22’ (rig.) | Marcatori | Sardalishvili 59’ Koripadze 86’ (rig.) |

| Arbitro: | Morten Krogh |

|                                                                           |           |  |
| Ninua 6’ Kukhianidze 21’, 71’ Kavtaradze 61’ Kutalia 69’ (rig.) Zaria 80’ | Marcatori |  |

| Arbitro: | Sebastian Colțescu |

|          |           |                 |
| Enin 34’ | Marcatori | Eseola 29’, 58’ |

| Arbitro: | Rade Obrenovič |

|              |           |                     |
| Divković 44’ | Marcatori | Kružliak 40’ (aut.) |

| Arbitro: | Admir Šehović |

|  |           |                              |
|  | Marcatori | Pittas 14’ Zelaya 90’ (rig.) |

| Arbitro: | Daniyar Sakhi |

|                                         |           |  |
| Serhijčuk 5’ Ulimbaševs 78’ Aiyegun 88’ | Marcatori |  |

| Arbitro: | Denis Scherbakov |

|                     |           |             |
| Ragnarsson 15’, 74’ | Marcatori | Andreev 79’ |

| Arbitro: | Laurent Kopriwa |

|  |           |               |
|  | Marcatori | Grindheim 42’ |

| Arbitro: | Bram Van Driessche |

|               |           |               |
| Borovskij 46’ | Marcatori | Andreasen 56’ |

| Arbitro: | António Carvalho Nobre |

|                      |           |              |
| Ikaunieks 12’ (rig.) | Marcatori | Kaplenka 88’ |

| Arbitro: | Lionel Tschudi |

|  |           |                              |
|  | Marcatori | Thern 55’ Desmond 85’ (aut.) |

| Arbitro: | Kaspar Sjöberg |

|                         |           |              |
| McGinn 36’ Cosgrove 48’ | Marcatori | Jäntti 90+3’ |

| Arbitro: | Aleksei Matyunin |

|                                       |           |                                                    |
| Correa 34’ Ljubomirac 38’ Effiong 56’ | Marcatori | Ibričić 5’ (rig.) Vuk 49’ Sikošek 61’ Podlogar 76’ |

| Arbitro: | Loukas Sotiríou |

|             |           |          |
| Nwabueze 3’ | Marcatori | Levi 78’ |

| Arbitro: | Sergey Tsinkevich |

|  |           |                        |
|  | Marcatori | Ivanović 12’ Mijić 88’ |

| Arbitro: | Fyodor Zammit |

|                    |           |                                |
| Ramazanov 33’, 82’ | Marcatori | Mateiu 13’ Bancu 51’ Roman 67’ |

| Arbitro: | Luca Barbeno |

|                                                     |           |                              |
| Vardanyan 4’ (rig.) Žestokov 80’ E. Manucharyan 85’ | Marcatori | Bajrami 26’, 60’ Ilieski 43’ |

| Arbitro: | Michal Očenáš |

|          |           |  |
| Hevel 4’ | Marcatori |  |

#### Ritorno
| Arbitro: | Oskari Hämäläinen |

|  |           |                                                 |
|  | Marcatori | Safari 27’ Molins 52’ Rakip 68’ Gall 79’ (rig.) |

| Arbitro: | Ferenc Karakó |

|  |           |                               |
|  | Marcatori | Wignall 50’ Morris 80’ (rig.) |

| Arbitro: | Hugo Miguel |

|                    |           |            |
| Starhorods'kyj 27’ | Marcatori | Diallo 53’ |

| Arbitro: | Genc Nuza |

|                            |           |                    |
| Coulibaly 57’ Schwizer 79’ | Marcatori | Gunnlaugsson 90+3’ |

| Arbitro: | Kári Jóannesarson Á Høvdanum |

|                       |           |           |
| Byrne 76’ O'Neill 87’ | Marcatori | Bamba 57’ |

| Arbitro: | Aristotelis Diamantopoulos |

|  |           |                               |
|  | Marcatori | Mehanović 81’ Badibanga 90+4’ |

| Arbitro: | Robert Jenkins |

|                                |           |  |
| Carlitos 7’, 60’ Kulenović 13’ | Marcatori |  |

| Podgorica 16 luglio 2019 , ore 20:30 | OFK Titograd      | 0 – 0 referto | CSKA Sofia | Podgorica City Stadium (969 spett.)\| Arbitro: \| Vasilis Dimitriou \| |
| Arbitro:                             | Vasilis Dimitriou |               |            |                                                                        |

| Arbitro: | Nikolas Neokleous |

|          |           |                               |
| Jradi 7’ | Marcatori | Jefferson 57’ Koné 69’, 90+6’ |

| Arbitro: | Zbyněk Proske |

|                          |           |                      |
| Mihajlović 68’ Čumić 84’ | Marcatori | Pürg 80’ Lepik 90+3’ |

| Arbitro: | Tomasz Musiał |

|                        |           |                              |
| Bobičanec 6’ Šporn 81’ | Marcatori | Awaed 31’ Ashkenazi 35’, 76’ |

| Arbitro: | Stanislav Todorov |

|           |           |              |
| Etemi 17’ | Marcatori | Szatmári 58’ |

| Arbitro: | Ioannis Papadopoulos |

|  |           |                                                                 |
|  | Marcatori | Stojanović 3’, 75’ (rig.) Tedić 31’ Luković 49’ Birmančević 71’ |

| Arbitro: | Emmanouil Skoulas |

|                    |           |                   |
| Meddour 22’ (aut.) | Marcatori | Arslan 59’ (rig.) |

| Arbitro: | Timotheos Christofi |

|             |           |                      |
| Bolohan 47’ | Marcatori | Dumitru 4’ Oaidă 42’ |

| Arbitro: | Milovan Milačić |

|                                 |           |                              |
| H. Samuelsen 37’ Cieślewicz 51’ | Marcatori | Forsythe 3’ Heatley 28’, 68’ |

| Arbitro: | Keith Kennedy |

|                           |           |  |
| Markkula 52’ Valenčič 56’ | Marcatori |  |

| Reykjavík 18 luglio 2019 , ore 21:00 | KR Reykjavík | 0 – 0 referto | Molde | KR-völlur (355 spett.)\| Arbitro: \| Ian McNabb \| |
| Arbitro:                             | Ian McNabb   |               |       |                                                    |

| Arbitro: | Christopher Jaeger |

|                                                        |           |  |
| Aribo 3’ Morelos 45+1’, 57’ (rig.), 66’ Defoe 77’, 86’ | Marcatori |  |

| Arbitro: | Matthew De Gabriele |

|         |           |                         |
| Bah 68’ | Marcatori | Buckley 3’ McCarthy 47’ |

| Arbitro: | Veaceslav Banari |

|                        |           |  |
| Mariani 33’ Alar 90+2’ | Marcatori |  |

| Arbitro: | Ondrej Pechanec |

|                                          |           |  |
| Mandić 50’ Govedarica 79’ Gojković 90+2’ | Marcatori |  |

| Arbitro: | Julian Weinberger |

|                                                                                    |           |  |
| Platellas 18’, 40’ Mahmudov 24’ (rig.) Dário 42’ Joseph-Monrose 67’ Zulfugarli 78’ | Marcatori |  |

| Felcsút 18 luglio 2019 , ore 20:00 | Fehérvár        | 0 – 0 referto | Zeta | Pancho Aréna (2 148 spett.)\| Arbitro: \| Paul McLaughlin \| |
| Arbitro:                           | Paul McLaughlin |               |      |                                                              |

| Arbitro: | Furkat Atazhanov |

|  |           |              |
|  | Marcatori | Tatarkov 65’ |

| Arbitro: | Peter Kjærsgaard |

|  |           |                          |
|  | Marcatori | Çekiçi 45+1’ Savić 90+2’ |

| Arbitro: | Rohit Saggi |

|           |           |            |
| Antal 18’ | Marcatori | Kamber 62’ |

| Arbitro: | Christophe Pires |

|  |           |                                               |
|  | Marcatori | Nenadović 21’ Thiago Galvão 68’ Voskanyan 74’ |

| Arbitro: | Rahim Hasanov |

|                                         |                      |                                     |
| Sobczyk 10’ Mihálek 87’                 | Marcatori            |                                     |
| Tešija Sobczyk Záhumenský Lovat Jakúbek | Tiri di rigore 3 – 2 | Merajić Motika Mekić Plavšić Popara |

| Arbitro: | Dragan Petrović |

|                                    |           |                   |
| Ardazishvili 25’ Sardalishvili 73’ | Marcatori | Sinani 89’ (rig.) |

| Arbitro: | Balázs Berke |

|  |           |             |
|  | Marcatori | Medioub 81’ |

| Arbitro: | Denys Shurman |

|                         |           |                    |
| Orazov 90+1’ Kuat 90+3’ | Marcatori | Bagarić 90’ (rig.) |

| Arbitro: | Athanasios Tzilos |

|                          |           |                       |
| Lopes 2’ Piszczek 120+2’ | Marcatori | Ronan 47’ Ramírez 94’ |

| Arbitro: | Vladimir Moskalev |

|                                              |           |  |
| Zelaya 5’, 43’ (rig.), 60’ (rig.) Szalai 83’ | Marcatori |  |

| Arbitro: | Erez Papir |

|             |           |  |
| Kallaku 48’ | Marcatori |  |

| Arbitro: | Besfort Kasumi |

|                                     |           |                                  |
| Osipov 17’, 89’ Kruglov 105’ (rig.) | Marcatori | Ragnarsson 25’ Guðjónsson 120+2’ |

| Arbitro: | Mario Zebec |

|                                                 |           |               |
| Velde 5’, 68’ Sandberg 36’ Koné 45+1’ Leite 52’ | Marcatori | McMenamin 17’ |

| Toftir 16 luglio 2019 , ore 19:00 | KÍ Klaksvík    | 0 – 0 referto | Riteriai | Svangaskarð (980 spett.)\| Arbitro: \| Yaroslav Kozyk \| |
| Arbitro:                          | Yaroslav Kozyk |               |          |                                                          |

| Arbitro: | Nick Walsh |

|                        |           |                      |
| Raļkevičs 90+1’ (aut.) | Marcatori | Spătaru 10’ Dodô 70’ |

| Arbitro: | Dejan Jakimovski |

|                          |           |              |
| Larsson 36’ Holmberg 85’ | Marcatori | Clifford 72’ |

| Arbitro: | Ümit Öztürk |

|         |           |                                    |
| Kada 2’ | Marcatori | Cosgrove 27’ (rig.) Ferguson 90+4’ |

| Arbitro: | Marcel Bîrsan |

|         |           |  |
| Vuk 21’ | Marcatori |  |

| Arbitro: | Tihomir Pejin |

|           |           |  |
| Sabag 69’ | Marcatori |  |

| Arbitro: | Stefan Apostolov |

|                                             |           |               |
| Vučić 2’ Bakić 49’ Perović 56’ Zarubica 78’ | Marcatori | Golovljov 39’ |

| Arbitro: | Helgi Mikael Jónasson |

|                                      |           |                            |
| Cicâldău 28’ Vătăjelu 54’ Fortes 90’ | Marcatori | Ramazanov 67’ Duventru 69’ |

| Arbitro: | Vitaliy Romanov |

|            |           |                            |
| Jurina 82’ | Marcatori | Yedigaryan 7’ Miranyan 31’ |

| Arbitro: | Novak Simović |

|  |           |                         |
|  | Marcatori | Potîrniche 90+2’ (aut.) |

#### Tabella riassuntiva
| Squadra 1           | Totale          | Squadra 2          | Andata | Ritorno     |
| ------------------- | --------------- | ------------------ | ------ | ----------- |
| Malmö FF            | 11 - 0          | Ballymena Utd      | 7 - 0  | 4 - 0       |
| Connah's Q.N.       | 3 - 2           | Kilmarnock         | 1 - 2  | 2 - 0       |
| KuPS                | 3 - 1           | Vicebsk            | 2 - 0  | 1 - 1       |
| Breiðablik          | 1 - 2           | Vaduz              | 0 - 0  | 1 - 2       |
| Brann               | 3 - 4           | Shamrock Rovers    | 2 - 2  | 1 - 2       |
| Ordabasy            | 3 - 0           | T'orp'edo Kutaisi  | 1 - 0  | 2 - 0       |
| Europa FC           | 0 - 3           | Legia Varsavia     | 0 - 0  | 0 - 3       |
| CSKA Sofia          | 4 - 0           | OFK Titograd       | 4 - 0  | 0 - 0       |
| Gżira Utd           | 3 - 3 (gfc)     | Hajduk Spalato     | 0 - 2  | 3 - 1       |
| Flora Tallinn       | 4 - 2           | Radnički Niš       | 2 - 0  | 2 - 2       |
| Maccabi Haifa       | 5 - 2           | NŠ Mura            | 2 - 0  | 3 - 2       |
| Debrecen            | 4 - 1           | Kukësi             | 3 - 0  | 1 - 1       |
| Čukarički           | 8 - 0           | Banants            | 3 - 0  | 5 - 0       |
| Jeunesse Esch       | 1 - 1 (gfc)     | Tobyl              | 0 - 0  | 1 - 1       |
| FCSB                | 4 - 1           | Milsami Orhei      | 2 - 0  | 2 - 1       |
| Crusaders           | 5 - 2           | B36 Tórshavn       | 2 - 0  | 3 - 2       |
| Brøndby             | 4 - 3           | Inter Turku        | 4 - 1  | 0 - 2       |
| Molde               | 7 - 1           | KR Reykjavík       | 7 - 1  | 0 - 0       |
| St Joseph's         | 0 - 10          | Rangers            | 0 - 4  | 0 - 6       |
| Cork City           | 2 - 3           | Progrès Niedercorn | 0 - 2  | 2 - 1       |
| Ružomberok          | 0 - 4           | Levski Sofia       | 0 - 2  | 0 - 2       |
| Brera Strumica      | 0 - 6           | Zrinjski Mostar    | 0 - 3  | 0 - 3       |
| Speranța Nisporeni  | 0 - 9           | Neftçi Baku        | 0 - 3  | 0 - 6       |
| Zeta                | 1 - 5           | MOL Fehérvár       | 1 - 5  | 0 - 0       |
| Šachcër Salihorsk   | 2 - 0           | Hibernians         | 1 - 0  | 1 - 0       |
| Olimpia Lubiana     | 4 - 3           | RFS Riga           | 2 - 3  | 2 - 0       |
| Honvéd              | 4 - 2           | Žalgiris           | 3 - 1  | 1 - 1       |
| Alaškert            | 6 - 1           | Makedonija G.P.    | 3 - 1  | 3 - 0       |
| Radnik Bijeljina    | 2 - 2 (2-3 dtr) | Spartak Trnava     | 2 - 0  | 0 - 2 (dts) |
| Fola Esch           | 2 - 4           | Chik. Sachkhere    | 1 - 2  | 1 - 2       |
| Dinamo Tbilisi      | 7 - 0           | Engordany          | 6 - 0  | 1 - 0       |
| Široki Brijeg       | 2 - 4           | Qairat             | 1 - 2  | 1 - 2       |
| DAC Dunajská Streda | 3 - 3 (gfc)     | KS Cracovia        | 1 - 1  | 2 - 2 (dts) |
| Kauno Žalgiris      | 0 - 6           | Apollōn Limassol   | 0 - 2  | 0 - 4       |
| Ventspils           | 3 - 1           | Teuta              | 3 - 0  | 0 - 1       |
| Stjarnan            | 4 - 4 (gfc)     | Levadia Tallinn    | 2 - 1  | 2 - 3 (dts) |
| Cliftonville        | 1 - 6           | Haugesund          | 0 - 1  | 1 - 5       |
| Riteriai            | 1 - 1 (gfc)     | KÍ Klaksvík        | 1 - 1  | 0 - 0       |
| Liepāja             | 3 - 2           | Dinamo Minsk       | 1 - 1  | 2 - 1       |
| St Patrick's        | 1 - 4           | IFK Norrköping     | 0 - 2  | 1 - 2       |
| Aberdeen            | 4 - 2           | RoPS               | 2 - 1  | 2 - 1       |
| Balzan              | 3 - 5           | Domžale            | 3 - 4  | 0 - 1       |
| Laçi                | 1 - 2           | Hapoel Be'er Sheva | 1 - 1  | 0 - 1       |
| Trans Narva         | 1 - 6           | Budućnost          | 0 - 2  | 1 - 4       |
| Səbail              | 4 - 6           | U Craiova          | 2 - 3  | 2 - 3       |
| P'yownik            | 5 - 4           | Shkupi             | 3 - 3  | 2 - 1       |
| AEK Larnaca         | 2 - 0           | Petrocub Hîncești  | 1 - 0  | 1 - 0       |

## Secondo turno

### Risultati

#### Andata

##### Piazzate
| Arbitro: | Hüseyin Göçek |

|                           |           |  |
| Thern 1’ Hakšabanović 80’ | Marcatori |  |

| Arbitro: | Ricardo de Burgos Bengoetxea |

|                             |           |  |
| Ramzi 10’ (rig.) Shamir 63’ | Marcatori |  |

| Arbitro: | Enea Jorgji |

|  |           |             |
|  | Marcatori | Dário 45+1’ |

| Arbitro: | Alain Durieux |

|                                     |           |  |
| Ferreyra 49’, 57’ Iglesias 60’, 68’ | Marcatori |  |

| Arbitro: | Bastian Dankert |

|             |           |                          |
| K. Vida 35’ | Marcatori | Umbides 20’ Manousos 43’ |

| Arbitro: | Donatas Rumšas |

|                          |           |  |
| Krygård 51’ Sandberg 64’ | Marcatori |  |

| Arbitro: | Tiago Martins |

|                                |           |  |
| Giannou 67’ Raúl 70’ Hevel 75’ | Marcatori |  |

| Arbitro: | Ivan Bebek |

|             |           |  |
| Wieteska 9’ | Marcatori |  |

| Arbitro: | Aleksei Eskov |

|          |           |                |
| Kerk 61’ | Marcatori | Govedarica 34’ |

| Arbitro: | Fedayi San |

|                  |           |             |
| Miranyan 6’, 30’ | Marcatori | Doležal 53’ |

| Arbitro: | John Beaton |

|                              |           |             |
| Paixão 26’ (rig.) Lipski 63’ | Marcatori | Hedlund 59’ |

| Arbitro: | Kai Erik Steen |

|            |           |  |
| Stopira 5’ | Marcatori |  |

| Qabala 25 luglio 2019 , ore 17:00 | Qəbələ     | 0 – 2 referto | Dinamo Tbilisi | Qabala City Stadium (2.800 spett.)\| Arbitro: \| Nick Walsh \| |
| Arbitro:                          | Nick Walsh |               |                |                                                                |

| Arbitro: | João Pinheiro |

|                             |           |                       |
| Mina 20’ Jahović 66’ (rig.) | Marcatori | Vukušić 13’ Savić 74’ |

| Arbitro: | Ali Palabıyık |

|             |           |                        |
| Ainsalu 34’ | Marcatori | Torró 24’ Joveljić 71’ |

| Arbitro: | Michael Fabbri |

|                                |           |                             |
| Nicholson 37’ Gnezda Čerin 48’ | Marcatori | Bengtsson 42’ Antonsson 52’ |

| Molde 25 luglio 2019 , ore 19:00 | Molde            | 0 – 0 referto | Čukarički | Aker Stadion (3.198 spett.)\| Arbitro: \| Donald Robertson \| |
| Arbitro:                         | Donald Robertson |               |           |                                                               |

| Arbitro: | Horațiu Feșnic |

|                      |           |                     |
| Koripadze 41’ (rig.) | Marcatori | Cosgrove 68’ (rig.) |

| Arbitro: | Aleksandar Stavrev |

|                                                                |           |                          |
| Asare 4’ Dejaegere 13’ Kubo 35’, 45’ Yaremchuk 42’ (rig.), 50’ | Marcatori | Mladen 21’ Țîru 56’, 61’ |

| Arbitro: | Massimiliano Irrati |

|             |           |                               |
| Perović 60’ | Marcatori | Hromov 15’, 19’ Arveladze 82’ |

| Arbitro: | Paolo Valeri |

|             |           |  |
| Evandro 53’ | Marcatori |  |

| Arbitro: | Jens Maae |

|                                           |           |  |
| Belotti 20’ (rig.) Ansaldi 42’ Zaza 90+3’ | Marcatori |  |

| Arbitro: | Halis Özkahya |

|                 |           |  |
| Schneuwly 90+3’ | Marcatori |  |

| Arbitro: | Espen Eskås |

|                   |           |  |
| Aribo 20’ Ojo 54’ | Marcatori |  |

| Arbitro: | Dimitar Mečkarovski |

|                                             |           |  |
| Svārups 41’ Hélio 50’ Stuglis 83’ Tosin 87’ | Marcatori |  |

| Arbitro: | Kevin Blom |

|                                             |           |                  |
| Ajorque 45’ (rig.) Thomasson 47’ Martin 61’ | Marcatori | Plakuschenko 39’ |

| Arbitro: | Sergey Tsinkevich |

|                   |           |               |
| Komlichenko 45+2’ | Marcatori | Mehanović 21’ |

| Arbitro: | Stephan Klossner |

|                     |           |             |
| Grace 14’ Lopes 58’ | Marcatori | Papoulīs 5’ |

| Alkmaar 25 luglio 2019 , ore 20:30 | AZ Alkmaar   | 0 – 0 referto | Häcken | AFAS Stadion (11.492 spett.)\| Arbitro: \| Serhiy Boyko \| |
| Arbitro:                           | Serhiy Boyko |               |        |                                                            |

| Arbitro: | Robert Harvey |

|  |           |                                  |
|  | Marcatori | Tănase 60’ Cristea 68’ Coman 82’ |

| Arbitro: | Timotheos Christofi |

|                                 |           |  |
| D. Iliev 39’ (rig.), 61’ (rig.) | Marcatori |  |

| Arbitro: | Kristoffer Karlsson |

|                        |           |  |
| Jota 37’ Vinagre 90+3’ | Marcatori |  |

| Salonicco 25 luglio 2019 , ore 20:30 | Arīs Salonicco | 0 – 0 referto | AEL Limassol | Stadio Kleanthis Vikelidis (17.488 spett.)\| Arbitro: \| Stuart Attwell \| |
| Arbitro:                             | Stuart Attwell |               |              |                                                                            |

| Arbitro: | Bojan Pandžić |

|  |           |             |
|  | Marcatori | Amoah 90+4’ |

| Győr 25 luglio 2019 , ore 18:55 | Honvéd       | 0 – 0 referto | U Craiova | ETO Park (2.720 spett.)\| Arbitro: \| Kevin Clancy \| |
| Arbitro:                        | Kevin Clancy |               |           |                                                       |

| Arbitro: | Mete Kalkavan |

|                    |           |  |
| Bakaj 5’ Rybak 55’ | Marcatori |  |

| Arbitro: | Michal Očenáš |

|  |           |            |
|  | Marcatori | Šćekić 62’ |

##### Campioni
| Arbitro: | Krzysztof Jakubik |

|  |           |                                                                     |
|  | Marcatori | Matulevičius 10’ Topčagić 20’ Švrljuga 66’ Tadić 81’ Ricketts 90+1’ |

| Arbitro: | Manuel Schüttengruber |

|                                     |           |                              |
| Czerwiński 66’ Jorge Félix 82’, 85’ | Marcatori | Debelko 22’ Korun 86’ (aut.) |

| Arbitro: | Kirill Levnikov |

|  |           |           |
|  | Marcatori | Tambe 23’ |

| Arbitro: | Trustin Farrugia Cann |

|                          |           |  |
| Kobjalko 31’ Kódjo 45+2’ | Marcatori |  |

| Arbitro: | Georgios Kominis |

|           |           |              |
| Petry 11’ | Marcatori | Anicet 90+2’ |

| Arbitro: | Ioannis Papadopoulos |

|                           |           |             |
| Nono 9’ Šporar 61’ (rig.) | Marcatori | M. Hoti 67’ |

| Andorra la Vella 23 luglio 2019 , ore 20:00 | FC Santa Coloma | 0 – 0 referto | Astana | Estadi Comunal (382 spett.)\| Arbitro: \| Robert Hennessy \| |
| Arbitro:                                    | Robert Hennessy |               |        |                                                              |

| Arbitro: | Ádám Farkas |

|                                     |           |                           |
| Justinussen 37’ (rig.) Petersen 89’ | Marcatori | Waterworth 2’, 88’ (rig.) |

| Arbitro: | Tore Hansen |

|                      |           |                                |
| A. Ibraimi 7’ (rig.) | Marcatori | Bettaieb 64’ Sinani 68’ (rig.) |

#### Ritorno

##### Piazzate
| Arbitro: | Marius Avram |

|  |           |                  |
|  | Marcatori | Hakšabanović 89’ |

| Arbitro: | Ola Hobber Nilsen |

|             |           |                    |
| Dugalić 40’ | Marcatori | Dugalić 63’ (aut.) |

| Arbitro: | Alan Mario Sant |

|                                         |           |  |
| Aliyev 49’ Dário 89’ (rig.) Mbodj 90+3’ | Marcatori |  |

| Arbitro: | Dumitru Muntean |

|                |           |                                      |
| Sigurðsson 87’ | Marcatori | Pedrosa 5’ Iglesias 52’ Ferreyra 79’ |

| Arbitro: | Mohammed Al-Hakim |

|                                               |           |                               |
| Katranīs 22’ Manousos 28’ (rig.) Risvanīs 76’ | Marcatori | Ramírez 53’ Kalmár 72’ (rig.) |

| Arbitro: | Juri Frischer |

|                                |           |             |
| Sandberg 15’ (aut.) Ljubic 48’ | Marcatori | Krygård 68’ |

| Arbitro: | Glenn Nyberg |

|  |           |                                      |
|  | Marcatori | Trichkovski 8’ (rig.), 29’, 75’, 82’ |

| Kuopio 1º agosto 2019 , ore 18:00 | KuPS            | 0 – 0 referto | Legia Varsavia | Magnum Areena (3.200 spett.)\| Arbitro: \| Lawrence Visser \| |
| Arbitro:                          | Lawrence Visser |               |                |                                                               |

| Arbitro: | Antti Munukka |

|                        |           |                 |
| Hadžić 65’ Mandić 111’ | Marcatori | Gustafson 45+1’ |

| Jablonec nad Nisou 1º agosto 2019 , ore 19:00 | Jablonec         | 0 – 0 referto | P'yownik | Stadion Střelnice (3.675 spett.)\| Arbitro: \| Sergey Lapochkin \| |
| Arbitro:                                      | Sergey Lapochkin |               |          |                                                                    |

| Arbitro: | Miroslav Zelinka |

|                                              |           |            |
| Arajuuri 15’ Wilczek 53’ Lindstrøm 94’, 118’ | Marcatori | Paixão 67’ |

| Arbitro: | Manfredas Lukjančukas |

|                                 |           |  |
| Gajić 61’ (rig.) Coulibaly 100’ | Marcatori |  |

| Arbitro: | Petri Viljanen |

|                                   |           |  |
| Shengelia 68’, 88’ Karikari 90+3’ | Marcatori |  |

| Arbitro: | Filip Glova |

|  |           |             |
|  | Marcatori | Jahović 77’ |

| Arbitro: | Jørgen Daugbjerg Burchardt |

|                           |           |                |
| Paciência 37’, 54’ (rig.) | Marcatori | Sinyavskiy 40’ |

| Arbitro: | Amaury Delerue |

|                                         |           |                           |
| Lewicki 21’ Rosenberg 32’ Bengtsson 83’ | Marcatori | Nicholson 12’ Karič 45+1’ |

| Arbitro: | Mykola Balakin |

|             |           |                                       |
| Kajević 82’ | Marcatori | Omoijuanfo 4’ Eikrem 38’ Knudtzon 78’ |

| Arbitro: | Rade Obrenovič |

|                                            |           |  |
| Cosgrove 9’, 20’, 80’ Leigh 58’ Wright 65’ | Marcatori |  |

| Arbitro: | José Luis Munuera Montero |

|                              |           |               |
| Iancu 47’ (rig.), 61’ (rig.) | Marcatori | Yaremchuk 38’ |

| Arbitro: | Neil Doyle |

|            |           |  |
| Hromov 32’ | Marcatori |  |

| Arbitro: | Robert Schörgenhofer |

|                                |                      |                                       |
| Majstorović 28’                | Marcatori            |                                       |
| L'opa Bočkaj Škorić Pilj Marić | Tiri di rigore 3 – 4 | Rodrigues Carey Geferson Bodurov Sowe |

| Arbitro: | Jović |

|           |           |                                             |
| Garba 52’ | Marcatori | 25’ Zaza 32’ Izzo 69’ Belotti 90+2’ Millico |

| Arbitro: | Martin Strömbergsson |

|  |           |          |
|  | Marcatori | Voca 34’ |

| Lussemburgo 1º agosto 2019 , ore 19:30 | Progrès Niedercorn | 0 – 0 referto | Rangers | Stadio Josy Barthel (3.867 spett.)\| Arbitro: \| Ivaylo Stoyanov \| |
| Arbitro:                               | Ivaylo Stoyanov    |               |         |                                                                     |

| Arbitro: | Thorvaldur Árnason |

|                      |           |                            |
| Jefferson 15’, 90+3’ | Marcatori | Kazačoks 72’ Serhijčuk 79’ |

| Arbitro: | Maurizio Mariani |

|                         |           |             |
| Shua 25’ Rukavytsya 40’ | Marcatori | Ajorque 17’ |

| Arbitro: | Mads-Kristoffer Kristoffersen |

|                                 |           |                                                    |
| Şçetkïn 45’ Diakhaté 56’ (rig.) | Marcatori | Matějovský 8’ Komlichenko 33’ (rig.) Mešanović 47’ |

| Arbitro: | Michael Tykgaard |

|                                      |           |            |
| Zelaya 18’ Szalai 64’ Sardinero 102’ | Marcatori | Greene 69’ |

| Arbitro: | Frank Schneider |

|  |           |                                  |
|  | Marcatori | Boadu 42’ Stengs 56’ Idrissi 67’ |

| Arbitro: | Peter Kralovič |

|                             |           |                                              |
| Tănase 10’ (rig.) Coman 59’ | Marcatori | Marmentini 24’, 28’ (rig.) Thiago Galvão 45’ |

| Arbitro: | Erik Lambrechts |

|                                            |           |            |
| Dangubić 16’ Mitrea 53’ (rig.) Tavares 71’ | Marcatori | Ožbolt 74’ |

| Arbitro: | Nejc Kajtazovič |

|                    |           |                                                  |
| Bennett 13’ (aut.) | Marcatori | Jiménez 15’, 45’ Bennett 38’ Forsythe 77’ (aut.) |

| Arbitro: | Jorge Sousa |

|  |           |                    |
|  | Marcatori | Diguiny 14’ (rig.) |

| Arbitro: | Vitali Meshkov |

|                                                   |           |  |
| Tapsoba 14’, 88’ (rig.) Guedes 63’ Teixeira 90+3’ | Marcatori |  |

| Arbitro: | Arnold Hunter |

|                        |                      |                               |
| Ioniță Fortes Cicâldău | Tiri di rigore 3 – 1 | Kamber Batik N'Gog Banó-Szabó |

| Esbjerg 1º agosto 2019 , ore 19:45 | Esbjerg      | 0 – 0 referto | Šachcër Salihorsk | Esbjerg Stadium (4.517 spett.)\| Arbitro: \| Duje Strukan \| |
| Arbitro:                           | Duje Strukan |               |                   |                                                              |

| Arbitro: | Luís Godinho |

|                                          |           |  |
| Tošić 54’ Ožegović 70’ F. Stevanović 73’ | Marcatori |  |

##### Campioni
| Arbitro: | Artyom Kuchin |

|                                                 |           |  |
| Tadić 14’ Kerla 17’ Topčagić 39’, 55’ Gotal 89’ | Marcatori |  |

| Arbitro: | Eitan Shemeulevitch |

|                            |           |                 |
| Pētersons 26’ Biliński 83’ | Marcatori | Jorge Félix 20’ |

| Arbitro: | Igor Pajač |

|             |           |           |
| N'Diaye 63’ | Marcatori | Asani 29’ |

| Arbitro: | Alexandre Boucaut |

|               |           |                  |
| Hernandez 74’ | Marcatori | Ogana 45+1’, 58’ |

| Arbitro: | Pavel Orel |

|                                                       |           |  |
| Starke Hedlund 7’ (aut.) Ikoko 24’ Świerczok 82’, 84’ | Marcatori |  |

| Arbitro: | Yigal Frid |

|  |           |                         |
|  | Marcatori | De Marco 19’ Holman 54’ |

| Arbitro: | Giorgi Kruashvili |

|                                                 |           |       |
| Sigurjónsson 24’ (rig.) Tomasov 73’, 79’, 90+4’ | Marcatori | Pi 7’ |

| Arbitro: | Halil Umut Meler |

|                       |           |  |
| Waterworth 20’ (rig.) | Marcatori |  |

| Arbitro: | Iwan Arwel Griffith |

|             |           |                  |
| Delgado 78’ | Marcatori | A. Ibraimi 90+2’ |

#### Tabella riassuntiva
| Squadra 1           | Totale          | Squadra 2             | Andata   | Ritorno     |
| Piazzate            | Piazzate        | Piazzate              | Piazzate | Piazzate    |
| ------------------- | --------------- | --------------------- | -------- | ----------- |
| IFK Norrköping      | 3 - 0           | Liepāja               | 2 - 0    | 1 - 0       |
| Hapoel Be'er Sheva  | 3 - 1           | Qairat                | 2 - 0    | 1 - 1       |
| Arsenal Tula        | 0 - 4           | Neftçi Baku           | 0 - 1    | 0 - 3       |
| Espanyol            | 7 - 1           | Stjarnan              | 4 - 0    | 3 - 1       |
| DAC Dunajská Streda | 3 - 5           | Atromītos             | 1 - 2    | 2 - 3       |
| Haugesund           | 3 - 2           | Sturm Graz            | 2 - 0    | 1 - 2       |
| AEK Larnaca         | 7 - 0           | Levski Sofia          | 3 - 0    | 4 - 0       |
| Legia Varsavia      | 1 - 0           | KuPS                  | 1 - 0    | 0 - 0       |
| Utrecht             | 2 - 3           | Zrinjski Mostar       | 1 - 1    | 1 - 2 (dts) |
| P'yownik            | 2 - 1           | Jablonec              | 2 - 1    | 0 - 0       |
| Lechia Danzica      | 3 - 5           | Brøndby               | 2 - 1    | 1 - 4 (dts) |
| MOL Fehérvár        | 1 - 2           | Vaduz                 | 1 - 0    | 0 - 2 (dts) |
| Qəbələ              | 0 - 5           | Dinamo Tbilisi        | 0 - 2    | 0 - 3       |
| Yeni Malatyaspor    | 3 - 2           | Olimpia Lubiana       | 2 - 2    | 1 - 0       |
| Flora Tallinn       | 2 - 4           | Eintracht Francoforte | 1 - 2    | 1 - 2       |
| Domžale             | 4 - 5           | Malmö FF              | 2 - 2    | 2 - 3       |
| Molde               | 3 - 1           | Čukarički             | 0 - 0    | 3 - 1       |
| Chik. Sachkhere     | 1 - 6           | Aberdeen              | 1 - 1    | 0 - 5       |
| Gent                | 7 - 5           | Viitorul Costanza     | 6 - 3    | 1 - 2       |
| Budućnost           | 1 - 4           | Zorja                 | 1 - 3    | 0 - 1       |
| CSKA Sofia          | 1 - 1 (4-3 dtr) | Osijek                | 1 - 0    | 0 - 1 (dts) |
| Torino              | 7 - 1           | Debrecen              | 3 - 0    | 4 - 1       |
| Lucerna             | 2 - 0           | KÍ Klaksvík           | 1 - 0    | 1 - 0       |
| Rangers             | 2 - 0           | Progrès Niedercorn    | 2 - 0    | 0 - 0       |
| Ventspils           | 6 - 2           | Gżira Utd             | 4 - 0    | 2 - 2       |
| Strasburgo          | 4 - 3           | Maccabi Haifa         | 3 - 1    | 1 - 2       |
| Mladá Boleslav      | 4 - 3           | Ordabasy              | 1 - 1    | 3 - 2       |
| Shamrock Rovers     | 3 - 4           | Apollōn Limassol      | 2 - 1    | 1 - 3 (dts) |
| AZ Alkmaar          | 3 - 0           | Häcken                | 0 - 0    | 3 - 0       |
| Alaškert            | 3 - 5           | FCSB                  | 0 - 3    | 3 - 2       |
| Lokomotiv Plovdiv   | 3 - 3 (gfc)     | Spartak Trnava        | 2 - 0    | 1 - 3       |
| Wolverhampton       | 6 - 1           | Crusaders             | 2 - 0    | 4 - 1       |
| Arīs Salonicco      | 1 - 0           | AEL Limassol          | 0 - 0    | 1 - 0       |
| Jeunesse Esch       | 0 - 5           | Vitória Guimarães     | 0 - 1    | 0 - 4       |
| Honvéd              | 0 - 0 (1-3 dtr) | U Craiova             | 0 - 0    | 0 - 0 (dts) |
| Šachcër Salihorsk   | 2 - 0           | Esbjerg               | 2 - 0    | 0 - 0       |
| Connah's Q.N.       | 0 - 4           | Partizan              | 0 - 1    | 0 - 3       |
| Campioni            |                 |                       |          |             |
| Tre Penne           | 0 - 10          | Sūduva                | 0 - 5    | 0 - 5       |
| Piast Gliwice       | 4 - 4 (gfc)     | Riga FC               | 3 - 2    | 1 - 2       |
| Partizani Tirana    | 1 - 2           | Sheriff Tiraspol      | 0 - 1    | 1 - 1       |
| Ararat-Armenia      | 4 - 1           | Lincoln Red Imps      | 2 - 0    | 2 - 1       |
| Valur               | 1 - 5           | Ludogorec             | 1 - 1    | 0 - 4       |
| Slovan Bratislava   | 4 - 1           | Feronikeli            | 2 - 1    | 2 - 0       |
| FC Santa Coloma     | 1 - 4           | Astana                | 0 - 0    | 1 - 4       |
| HB Tórshavn         | 2 - 3           | Linfield              | 2 - 2    | 0 - 1       |
| Škendija            | 2 - 3           | F91 Dudelange         | 1 - 2    | 1 - 1       |

## Terzo turno

### Risultati

#### Andata

##### Piazzate
| Arbitro: | Pol van Boekel |

|          |           |            |
| Sema 51’ | Marcatori | Shamir 55’ |

| Arbitro: | Daniel Stefański |

|                                                               |           |  |
| Belotti 2’, 63’ (rig.) Izzo 15’ De Silvestri 72’ Bonifazi 76’ | Marcatori |  |

| Arbitro: | Jens Maae |

|               |           |  |
| Rodrigues 29’ | Marcatori |  |

| Arbitro: | Massimiliano Irrati |

|                  |           |                               |
| Klein 41’ (rig.) | Marcatori | Marković 14’ (rig.) Gakpé 50’ |

| Arbitro: | Serhiy Boyko |

|                                                                     |           |  |
| Sinisterra 43’ K'obouri 82’ (aut.) Berghuis 85’ (rig.) Narsingh 88’ | Marcatori |  |

| Arbitro: | Tamás Bognár |

|                 |           |                                                                   |
| Kaiser 15’, 50’ | Marcatori | Paulinho 18’ A. Horta 20’ R. Horta 90+2’ Hermannsson 90+4’ (aut.) |

| Arbitro: | Maurizio Mariani |

|                                     |           |  |
| Eikrem 27’ Hestad 32’ Ellingsen 87’ | Marcatori |  |

| Arbitro: | João Pinheiro |

|  |           |              |
|  | Marcatori | Mitrović 11’ |

| Arbitro: | Irfan Peljto |

|                    |           |                           |
| Hefti 52’ Rapp 59’ | Marcatori | Ponce 22’ Bakaev 29’, 73’ |

| Giurgiu 8 agosto 2019 , ore 20:30 | FCSB             | 0 – 0 referto | Mladá Boleslav | Stadionul Marin Anastasovici (2.315 spett.)\| Arbitro: \| Adrien Jaccottet \| |
| Arbitro:                          | Adrien Jaccottet |               |                |                                                                               |

| Arbitro: | Michael Fabbri |

|  |           |                                                 |
|  | Marcatori | Doherty 29’ Jiménez 42’, 46’ Neves 90+1’ (rig.) |

| Arbitro: | Kristo Tohver |

|                     |           |                                             |
| Onyeka 58’ Kaba 63’ | Marcatori | Morelos 43’ Aribo 52’ Katić 56’ Arfield 70’ |

| Odessa 8 agosto 2019 , ore 19:00 | Mariupol'        | 0 – 0 referto | AZ Alkmaar | Stadio Čornomorec' (4.426 spett.)\| Arbitro: \| Michael Tykgaard \| |
| Arbitro:                         | Michael Tykgaard |               |            |                                                                     |

| Arbitro: | Svein Oddvar Moen |

|                 |           |               |
| Trichkovski 88’ | Marcatori | Yaremchuk 26’ |

| Varsavia 8 agosto 2019 , ore 21:00 | Legia Varsavia        | 0 – 0 referto | Atromītos | Pepsi Arena (15.093 spett.)\| Arbitro: \| Manuel Schüttengruber \| |
| Arbitro:                           | Manuel Schüttengruber |               |           |                                                                    |

| Arbitro: | Matej Jug |

|  |           |                     |
|  | Marcatori | Bergwijn 24’ (rig.) |

| Arbitro: | Ricardo de Burgos Bengoetxea |

|                            |           |  |
| Čolak 62’ (rig.) Murić 88’ | Marcatori |  |

| Arbitro: | Filip Glova |

|  |           |                                 |
|  | Marcatori | Davidson 30’ Pêpê 50’ Amoah 80’ |

| Arbitro: | Paul Tierney |

|  |           |                                                      |
|  | Marcatori | Kostić 11’, 27’ Kohr 40’ Paciência 53’ Gaćinović 63’ |

| Arbitro: | Sergey Ivanov |

|                                      |           |             |
| Sadiq 4’ Asano 67’ Soumah 90’ (rig.) | Marcatori | Chebake 83’ |

| Arbitro: | Stuart Attwell |

|                                          |           |  |
| Bengtsson 36’ Christiansen 66’ Rieks 74’ | Marcatori |  |

| Arbitro: | Sandro Schärer |

|             |           |                        |
| Evandro 13’ | Marcatori | Yurchenko 45+1’ (rig.) |

| Arbitro: | Karim Abed |

|                                    |           |                      |
| Joseph-Monrose 43’ Ələsgərov 90+7’ | Marcatori | Sagas 26’ Ghadir 36’ |

| Arbitro: | Fran Jović |

|  |           |                                  |
|  | Marcatori | Ferreyra 28’ Vilà 59’ Vargas 89’ |

| Arbitro: | José Luis Munuera Montero |

|                     |           |                        |
| Costa 16’ Kanga 68’ | Marcatori | Ekuban 84’ Sørloth 89’ |

| Arbitro: | Dennis Higler |

|  |           |                         |
|  | Marcatori | Mantalos 60’ Livaja 85’ |

##### Campioni
| Arbitro: | Alan Mario Sant |

|               |           |                 |
| Kojašević 11’ | Marcatori | Millar 38’, 65’ |

| Arbitro: | Neil Doyle |

|            |           |                             |
| Ofoedu 84’ | Marcatori | Kerla 37’ E. Jankauskas 76’ |

| Arbitro: | Alain Bieri |

|              |           |                            |
| Kobjalko 31’ | Marcatori | Altunashvili 72’ Kenia 76’ |

| Arbitro: | Kirill Levnikov |

|              |           |             |
| Biliński 81’ | Marcatori | Väyrynen 7’ |

| Arbitro: | Marius Avram |

|                                                                   |           |  |
| Harrington 10’ (aut.) Tchibota 28’ Lukoki 43’ Keșerü 65’ Moți 76’ | Marcatori |  |

| Arbitro: | Alexandre Boucaut |

|             |           |                            |
| Handžić 79’ | Marcatori | Baha 19’ Moukam 71’ (rig.) |

| Arbitro: | Fábio Veríssimo |

|                     |           |          |
| Stolz 28’, 30’, 75’ | Marcatori | Puri 41’ |

| Arbitro: | Vladislav Bezborodov |

|                                                           |           |                |
| Sigurjónsson 8’, 57’ Logvïnenko 15’ Tomasov 35’ Janga 80’ | Marcatori | Fontanella 67’ |

| Arbitro: | Kevin Clancy |

|                   |           |                                 |
| Kendyš 56’ (rig.) | Marcatori | Lukić 12’ (aut.) Sigþórsson 14’ |

| Arbitro: | Frank Schneider |

|            |           |  |
| Holman 86’ | Marcatori |  |

#### Ritorno

##### Piazzate
| Arbitro: | Anastasios Papapetrou |

|                                   |           |               |
| Zrihan 67’, 90+4’ Hasselbaink 72’ | Marcatori | Lauritsen 82’ |

| Arbitro: | Radu Petrescu |

|                     |           |          |
| Yanush 90+1’ (rig.) | Marcatori | 80’ Zaza |

| Arbitro: | Davide Massa |

|                   |           |              |
| Krmenčík 81’, 97’ | Marcatori | Mbokani 113’ |

| Arbitro: | Paweł Gil |

|                                                    |           |            |
| Gakpé 45+2’ (rig.) Handl 55’ (aut.) Gianniōtas 67’ | Marcatori | Jarjué 18’ |

| Arbitro: | Sascha Stegemann |

|               |           |               |
| Shengelia 52’ | Marcatori | Botteghin 57’ |

| Arbitro: | Aleksei Eskov |

|                                        |           |          |
| Palhinha 19’ A. Horta 41’ Paulinho 66’ | Marcatori | Bjur 85’ |

| Arbitro: | Robert Harvey |

|                                       |           |              |
| Matilla 25’ Delizisis 37’ Diguiny 84’ | Marcatori | Bolly 105+1’ |

| Arbitro: | John Beaton |

|         |           |  |
| Zohi 8’ | Marcatori |  |

| Arbitro: | Srđan Jovanović |

|                        |           |            |
| Ponce 52’ Schürrle 58’ | Marcatori | Glarner 7’ |

| Arbitro: | Jonathan Lardot |

|  |           |               |
|  | Marcatori | Panțîru 90+1’ |

| Arbitro: | Donatas Rumšas |

|                                               |           |  |
| Neto 54’ Gibbs-White 58’ Vinagre 64’ Jota 87’ | Marcatori |  |

| Arbitro: | Marco Di Bello |

|                          |           |             |
| Morelos 14’, 49’ Ojo 39’ | Marcatori | Evander 72’ |

| Arbitro: | Bartosz Frankowski |

|                                                          |           |  |
| Stengs 20’ Ouwejan 44’ Wuytens 62’ Javors'kyj 90’ (aut.) | Marcatori |  |

| Arbitro: | Martin Strömbergsson |

|                                 |           |  |
| Depoitre 64’ David 90+3’, 90+6’ | Marcatori |  |

| Arbitro: | Bas Nijhuis |

|  |           |                          |
|  | Marcatori | Stolarski 29’ Gvilia 51’ |

| Eindhoven 15 agosto 2019 , ore 20:30 | PSV                   | 0 – 0 referto | Haugesund | Philips Stadion (22.759 spett.)\| Arbitro: \| Juan Martínez Munuera \| |
| Arbitro:                             | Juan Martínez Munuera |               |           |                                                                        |

| Arbitro: | Harald Lechner |

|  |           |                      |
|  | Marcatori | Lončar 10’ Čolak 32’ |

| Arbitro: | Halil Umut Meler |

|                                                                     |           |  |
| Davidson 28’ Rochinha 48’, 58’ Teixeira 79’ João Pedro 80’ Pêpê 86’ | Marcatori |  |

| Arbitro: | Nikola Dabanović |

|               |           |  |
| De Guzmán 31’ | Marcatori |  |

| Arbitro: | Chris Kavanagh |

|            |           |  |
| Jahović 7’ | Marcatori |  |

| Arbitro: | Artyom Kuchin |

|                     |           |  |
| Šovšić 90+1’ (rig.) | Marcatori |  |

| Arbitro: | Amaury Delerue |

|           |           |  |
| Rusyn 89’ | Marcatori |  |

| Arbitro: | Daniele Doveri |

|                   |           |                       |
| Jan 15’ Sagas 66’ | Marcatori | Mahmudov 90+3’ (rig.) |

| Arbitro: | Jorge Sousa |

|                              |           |  |
| Wu Lei 3’ Campuzano 27’, 38’ | Marcatori |  |

| Arbitro: | Jakob Kehlet |

|                         |           |            |
| Sørloth 11’ Novák 90+8’ | Marcatori | Hložek 78’ |

| Arbitro: | Jérôme Brisard |

|              |           |            |
| Mantalos 26’ | Marcatori | Ivanov 63’ |

##### Campioni
| Arbitro: | Miroslav Zelinka |

|                                   |           |                  |
| Stafford 7’ Lavery 18’ Clarke 76’ | Marcatori | Božović 15’, 61’ |

| Arbitro: | Tore Hansen |

|                           |           |              |
| Topčagić 12’ Švrljuga 45’ | Marcatori | Blackman 86’ |

| Arbitro: | Mykola Balakin |

|  |           |                                   |
|  | Marcatori | Kobjalko 10’ Avetisyan 67’ (rig.) |

| Arbitro: | Mohammed Al-Hakim |

|                         |           |                  |
| Forsell 5’ Väyrynen 69’ | Marcatori | Debelko 62’, 80’ |

| Arbitro: | Kristo Tohver |

|  |           |                                           |
|  | Marcatori | Świerczok 36’, 77’ Lukoki 42’ Biton 90+2’ |

| Barysaŭ 15 agosto 2019 , ore 19:00 | BATĖ Borisov | 0 – 0 referto | Sarajevo | Barysaŭ Arena (11.876 spett.)\| Arbitro: \| Kevin Blom \| |
| Arbitro:                           | Kevin Blom   |               |          |                                                           |

| Arbitro: | Sergey Lapochkin |

|  |           |            |
|  | Marcatori | Sinani 56’ |

| Arbitro: | Stephan Klossner |

|  |           |                                      |
|  | Marcatori | Murtazayev 25’, 68’ Tomasov 37’, 89’ |

| Arbitro: | Roi Reinshreiber |

|            |           |           |
| Bahoui 61’ | Marcatori | Boban 86’ |

| Arbitro: | Robert Schörgenhofer |

|           |           |                                   |
| Duffy 70’ | Marcatori | Ratão 12’ Čavrić 33’ Daniel 90+3’ |

#### Tabella riassuntiva
| Squadra 1         | Totale      | Squadra 2             | Andata   | Ritorno     |
| Piazzate          | Piazzate    | Piazzate              | Piazzate | Piazzate    |
| ----------------- | ----------- | --------------------- | -------- | ----------- |
| IFK Norrköping    | 2 - 4       | Hapoel Be'er Sheva    | 1 - 1    | 1 - 3       |
| Torino            | 6 - 1       | Šachcër Salihorsk     | 5 - 0    | 1 - 1       |
| Anversa           | 2 - 2 (gfc) | Viktoria Plzeň        | 1 - 0    | 1 - 2 (dts) |
| Austria Vienna    | 2 - 5       | Apollōn Limassol      | 1 - 2    | 1 - 3       |
| Feyenoord         | 5 - 1       | Dinamo Tbilisi        | 4 - 0    | 1 - 1       |
| Brøndby           | 3 - 7       | Braga                 | 2 - 4    | 1 - 3       |
| Molde             | 4 - 3       | Arīs Salonicco        | 3 - 0    | 1 - 3 (dts) |
| Lokomotiv Plovdiv | 0 - 2       | Strasburgo            | 0 - 1    | 0 - 1       |
| Thun              | 3 - 5       | Spartak Mosca         | 2 - 3    | 1 - 2       |
| FCSB              | 1 - 0       | Mladá Boleslav        | 0 - 0    | 1 - 0       |
| P'yownik          | 0 - 8       | Wolverhampton         | 0 - 4    | 0 - 4       |
| Midtjylland       | 3 - 7       | Rangers               | 2 - 4    | 1 - 3       |
| Mariupol'         | 0 - 4       | AZ Alkmaar            | 0 - 0    | 0 - 4       |
| AEK Larnaca       | 1 - 4       | Gent                  | 1 - 1    | 0 - 3       |
| Legia Varsavia    | 2 - 0       | Atromītos             | 0 - 0    | 2 - 0       |
| Haugesund         | 0 - 1       | PSV                   | 0 - 1    | 0 - 0       |
| Rijeka            | 4 - 0       | Aberdeen              | 2 - 0    | 2 - 0       |
| Ventspils         | 0 - 9       | Vitória Guimarães     | 0 - 3    | 0 - 6       |
| Vaduz             | 0 - 6       | Eintracht Francoforte | 0 - 5    | 0 - 1       |
| Partizan          | 3 - 2       | Yeni Malatyaspor      | 3 - 1    | 0 - 1       |
| Malmö FF          | 3 - 1       | Zrinjski Mostar       | 3 - 0    | 0 - 1       |
| CSKA Sofia        | 1 - 2       | Zorja                 | 1 - 1    | 0 - 1       |
| Neftçi Baku       | 3 - 4       | Bnei Yehuda           | 2 - 2    | 1 - 2       |
| Lucerna           | 0 - 6       | Espanyol              | 0 - 3    | 0 - 3       |
| Sparta Praga      | 3 - 4       | Trabzonspor           | 2 - 2    | 1 - 2       |
| U Craiova         | 1 - 3       | AEK Atene             | 0 - 2    | 1 - 1       |
| Campioni          |             |                       |          |             |
| Sutjeska          | 3 - 5       | Linfield              | 1 - 2    | 2 - 3       |
| Maccabi Tel Aviv  | 2 - 4       | Sūduva                | 1 - 2    | 1 - 2       |
| Ararat-Armenia    | 3 - 2       | Saburtalo Tbilisi     | 1 - 2    | 2 - 0       |
| Riga FC           | 3 - 3 (gfc) | HJK                   | 1 - 1    | 2 - 2       |
| Ludogorec         | 9 - 0       | The New Saints        | 5 - 0    | 4 - 0       |
| Sarajevo          | 1 - 2       | BATĖ Borisov          | 1 - 2    | 0 - 0       |
| F91 Dudelange     | 4 - 1       | Kalju Nõmme           | 3 - 1    | 1 - 0       |
| Astana            | 9 - 1       | Valletta              | 5 - 1    | 4 - 0       |
| Sheriff Tiraspol  | 2 - 3       | AIK                   | 1 - 2    | 1 - 1       |
| Slovan Bratislava | 4 - 1       | Dundalk               | 1 - 0    | 3 - 1       |